# Каптурник буробокий
Капту́рник буробокий (Thlypopsis pectoralis) — вид горобцеподібних птахів родини саякових (Thraupidae). Ендемік Перу.

## Поширення і екологія
Буробокі каптурники мешкають на східних схилах Перуанських Анд в регіонах Уануко, Паско і Хунін. Вони живуть у високогірних чагарникових заростях та на ухліссях вологих гірських тропічних лісів. Зустрічаються на висоті від 1800 до 3200 м над рівнем моря, переважно на висоті понад 2500 м над рівнем моря.